# Lo Feixà (Basturs)
Lo Feixà és un feixà del terme municipal d'Isona i Conca Dellà, a l'antic terme d'Orcau, al Pallars Jussà.
El lloc és a l'est-sud-est del poble de Basturs, en el vessant meridional de la Serra. És a la dreta del riu d'Abella i al nord dels Estanys de Basturs. La Granja del Quiquet i la de Colom són a ponent de lo Feixà.